# Quinto Fabio Massimo (console 45 a.C.)
Quinto Fabio Massimo (in latino Quintus Fabius Maximus; ... – 31 dicembre 45 a.C.) è stato un militare e politico romano della tarda Repubblica Romana che divenne console suffetto nel 45 a.C.

## Biografia
Massimo era un membro della gens patrizia dei Fabii. Suo padre era Quinto Fabio Massimo, figlio di Quinto Fabio Massimo Allobrogico, console nel 121 a.C. Anche il suo bisnonno, Quinto Fabio Massimo Emiliano, era un console, nominato nel 145 a.C.
Si mise in luce la prima volta nel 59 a.C. quando, insieme a Marco Celio Rufo, processò Gaio Antonio Ibrida per estorsione nella sua provincia della Macedonia. Sebbene Cicerone sia stato il principale consigliere per la difesa, Fabio Massimo e Celio Rufo ebbero successo. Fu eletto edile curule nel 57 a.C., durante il quale restaurò il Fornix Fabianus (Arco di Fabio). Qualche tempo prima del 48 a.C., fu eletto pretore. Nel 46 a.C. fu uno dei legati di Giulio Cesare che combatté nella guerra civile. Massimo fu mandato da Cesare in Hispania insieme a Quinto Pedio al comando delle truppe inviate dalla Sardegna per trattare con i pompeiani, che erano guidati da Gneo Pompeo.
Una volta lì, restii a rischiare il combattimento con le truppe numericamente superiori di Pompeo, rimasero accampati a Oculbo, aspettando che Cesare arrivasse di persona. Unitisi a Cesare, sconfissero Pompeo nella battaglia di Munda il 17 marzo del 45 a.C. Dopo la vittoria, Cesare lasciò Massimo per assediare la città di Munda, che prese e che potrebbe aver distrutto; in seguito marciò contro la città di Ursao.
Fabio Massimo ritornò a Roma insieme a Cesare, e in ricompensa per il suo servizio, dopo che Cesare aveva rinunciato a settembre al suo consolato sine collega, il 1º ottobre del 45 a.C. aveva proclamato Massimo e Gaio Trebonio consoli suffetti Quando Massimo entrò in un teatro e i suoi littori chiesero al pubblico presente di alzarsi in piedi, i cittadini anticesariani mostrarono il loro disappunto, gridando "Non è console". Il 13 ottobre del 45 a.C. Massimo celebrò quindi il trionfo per le sue vittorie in Spagna.
Fabio Massimo morì il 31 dicembre del 45 a.C., l'ultimo giorno del suo consolato. Secondo Plinio il Vecchio, la sua morte fu particolare perché egli non aveva mostrato in precedenza alcun sintomo di malattia imminente o morte. Fu sostituito nelle ultime ore del suo mandato da Gaio Caninio Rebilo.
Ebbe tre figli: Paolo Fabio Massimo, Africano Fabio Massimo e Fabia Paolina, che sposò Marco Tizio.